# Odete
Pour plus de détails, voir Fiche technique et Distribution.
Odete est un film portugais réalisé par João Pedro Rodrigues, sorti le 18 mai 2005.

## Synopsis
Pedro meurt dans un accident de la route, laissant son compagnon Rui et sa mère dans un immense chagrin. Dès la veillée funèbre, Odete, patineuse de supermarché et voisine de la mère, s'infiltre dans leur deuil et prétend être enceinte de Pedro.

### Synopsis
,
La nuit où Pedro a fêté son anniversaire de couple avec Rui, il meurt dans un accident de la circulation. Rui, barman dans une discothèque, est inconsolable et se replie sur lui-même. Teresa, la mère de Pedro, se retrouve seule. Le même soir, Odete a plaqué Alberto son petit ami qui refuse et le mariage et d'avoir un enfant avec elle. Elle ne s'attendait pas à ce qu'il disparaisse de sa vie pour de bon. Ayant remarqué le deuil de Teresa, sa voisine du dessus, elle participe à la veillée funèbre (où elle vole du doigt du mort la bague offerte par Rui) et à l'enterrement comme une veuve éplorée[pas clair]. Peu de temps après, pris de vomissements, elle affirme être enceinte de Pedro et fait face à la colère de Rui et à l'incompréhension de Teresa qui voit Odete passer énormément de temps sur la tombe de son fils. Au bout de quatre mois de la grossesse d'Odete, Teresa se laisse attendrir et accueille la jeune femme dans la chambre de son fils. Odete essaie dès lors de ressembler à ce dernier pour se rapprocher de Rui.

## Fiche technique
- Titre : Odete
- Réalisation : João Pedro Rodrigues
- Scénario : Paulo Rebelo et João Pedro Rodrigues
- Production : Rafael Hernández
- Musique : Frank Beauvais
- Photographie : Rui Poças
- Montage : Paulo Rebelo
- Décors : João Rui Guerra da Mata
- Pays d'origine : Portugal
- Format : Couleurs - 1,85:1 - Dolby Digital - Format 35 mm
- Genre : Drame
- Durée : 101 minutes
- Dates de sortie : 18 mai 2005 (festival de Cannes), 29 décembre 2005 (Portugal), 11 janvier 2006 (France)
- Film interdit aux moins de 12 ans lors de sa sortie en France

## Distribution
- Ana Cristina de Oliveira : Odete
- Joao Carreira : Pedro
- Carloto Cotta : Alberto, le petit ami d'Odete
- Nuno Gil : Rui
- Teresa Madruga : Teresa, la mère de Pedro

## Commentaires
Le vent apporte un touche fantastique puisqu'il semble souffler pour attirer Odete vers Pedro, comme si le fantôme de celui-ci l'appelait.

## Récompenses et distinctions
- Prix Cinémas de Recherche lors du Festival de Cannes 2005.